# البرهان والدليل في خواص التنزيل (كتاب)
البرهان والدليل في خواص التنزيل، كتاب ألفه ابن منظور القيسي المالقي. يبحث هذا الكتاب فيما تختص به الآيات والسور القرآنية من الأجر والثواب في الدنيا والآخرة. وهو من الكتب الفريدة في هذا المجال، إذ لم يؤلف كتابا مستقلا في هذا الموضوع سوى القليل، ولم توجد سوى كتابات ضمن مؤلفات كل من الزركشي والغزالي والسيوطي واليافعي وغيرهم.
ويعد علم خواص القرآن من الموضوعات المهمة التي أولاها العلماء اهتمامهم بيد أن ثمة إشكالية تتعلق بهذا العلم، وتتمثل في الأحاديث الموضوعة والضعيفة الواردة في فضائل القرآن. أشار ابن منظور في مقدمة كتابه البرهان إلى سبب التأليف بقوله: «أما بعد حمد الله تعالى كما يجب لجلاله، والصلاة التامة الكاملة على سيدنا ومولانا محمد وأله... فإنه وقع إلي من إنشاء الفقيه القاضي العالم الصدر أبي بكر الوادآشي تأليف يشتمل على فضائل القرآن وبعض خواصه، وتفسير من قرأ سورة منه في النوم، وعدد آية وحروفه وجواهره، فاختصرت منه في هذا التقييد الخواص والتفسير، وأضفت إليه كثيرا مما وصل إليه علمي مما وجدته قد أغفله، مما وقع في كتب الغير، وتلقيته من الفقهاء الأعلام، فما كان من كتاب الوادآشي جعلت عليه علامة (ش)، وما كان مما نقلته من الفقهاء الأعلام حسبما نبهت عليه جعلت عليه علامة (ظ)، إذ قد سأل ذلك مني بعض الإخوان».
مؤلف الكتاب هو: أبو بكر محمد بن عبيد الله بن محمد بن يوسف بن منظور القيسي المالقي، أصله من إشبيلية. الإمام العلامة الأريب، المفسر اللغوي الأديب، صاحب التآليف الحسنة، والفوائد المستحسنة، من أسرة بني منظور المشهورة بالعلم والأدب، وتوفي سنة: 750هـ.
ولي القضاء بجهات متعددة من الأندلس، خاصة في بلدته (مالقة) التي تقلد فيها إلى جانب القضاء إمامة جامعها الأعظم. فحمدت سيرته، وشكرت طريقته.
وكان هذا القاضي رحمه الله: جم التواضع، كثير البر، مبذول البشر، قويًا مع ذلك على الحكم، بصيرًا بعقد الشروط، مترفقًا بالضعيف.

## عنوان الكتاب
البرهان والدليل في خواص التنزيل.

## مؤلف الكتاب
أبو بكر محمد بن عبد الله بن منظور القيسي المتوفى سنة 750هـ.

## شيوخه
1/ أبو محمد بن أبي السداد الباهلي.
2/ أبو عبد الله الطنجالي.
3/ أبو عبد الله بن الأديب.
4/ مالك بن المرحل.
5/ أبو عبد الله محمد بن أحمد الأقشري الفاسي.
6/ الخطيب أبو عبد الله بن رشيد.
7/ أبو المجد بن الأحوص.
8/  ابن مجاهد الرندي.
9/ أبو العباس بن خميس.
10/ أبو عبد الله السلال.
لمحمد بن عبد الله القيسي مؤلفات هي:
1/ نفحات المسوك.
2/ عيون التبر المسبوك في أشعار الخلفاء والوزراء والملوك.
3/ السحب الواكفة والظلال الوارفة.
4/  الصيب الهتان الواكف بغايات الإحسان.
5/ البرهان والدليل في خواص سور التنزيل، وما في قراءتها في النوم من بديع التأويل.
6/ تحفة الأبرار في مسألة النبوة والرسالة، وما اشتملت عليه من الأسرار.
7/ الفعل المبرور، والسعي المشكور.

## قالوا عن المؤلف
1/ قال أبو الحسن المالقي: «وكان هذا القاضي رحمه الله جم التواضع، كثير البر. مبذول البشر، قويا مع ذلك على الحكم، بصيرا بعقد الشروط، مترفقا بالضعيف».
2/ قال محمد اللوشي الغرناطي: «من إشبيلية، من البيت المشهور بالتعيين والتقدم، والأصالة، تشهد بذلك جملة أوضاع، كان جم التواضع والتخلق، كثير البر، مفرط الهشة، مبذول البشر، عظيم المشاركة، سريع اللسان إلى الثناء، مسترسلا في باب الإطراء، دربا على الحكم، كثير الحنكة، قديم العالة، بصيرا بالشروط، ولي القضاء بجهات كثيرة، وتقدم بمالقة، بلده فشكرت سيرته، وحمدت مدارته».
3/ قال لسان الدين بن الخطيب: «رجل أصيل الحسب، كريم النسب، جامع في الفضل بين الموروث والمكتسب، احسن الناس لقاء، وأرواهم في البر سقاء، وأوطأهم  كنفا، وأقلهم بأوا وأنفا، شيم تنم الأصالة على أثوابها الضافية، وتخبر رواية الرواة عن فضل مواردها الصافية».

## موضوع الكتاب
يبحث كتاب البرهان والدليل في خواص التنزيل، ما تختص به الآيات والسور القرآنية من الأجر والثواب في الدنيا والآخرة، وهو من الكتب الفريدة في هذا المجال، إذ لم يؤلف كتاب مستقل في هذا الموضوع سوى القليل، ولم توجد سوى كتابات ضمن مؤلفات كل من الزركشي والغزالي والسيوطي واليافعي وغيرهم، ويعد علم خواص القرآن من الموضوعات المهمة التي أولاها العلماء اهتمامهم بيد أن ثمة إشكالية تتعلق بهذا العلم، وتتمثل في الأحاديث الموضوعة والضعيفة الواردة في فضائل القرآن.

## منهج المؤلف في الكتاب
1/ الاعتماد على كتاب الوادآشي.
2/ الاقتصار على ذكر خواص سور القرآن.
3/ تفسير قراءة السور في النوم.
4/ ترك المؤلف الحديث عن فضائل السور ولم يبين عدد آياتها وكلماتها وحروفها.
5/يذكر كلام الوادآشي أولا كأساس ثم يضيف إليه ما لم يذكره الواداشي من أقوال العلماء.
6/ جمع ابن منظور تجارب وأقوال الناس التي نقلها العلماء عن خواص السور ويقوم بعرضها على الشرع والواقع.  
7/  قلة الاستناد إلى الأحاديث النبوية، وفي حال الاعتماد عليها فإنه لا يوثقها.

## سبب التأليف
أشار ابن منظور في مقدمة كتابه البرهان إلى سبب التأليف بقوله: «أما بعد حمد الله تعالى كما يجب لجلاله، والصلاة التامة الكاملة على سيدنا ومولانا محمد وآله... فإنه وقع إلي من إنشاء الفقيه القاضي العالم الصدر أبي بكر الوادآشي تأليف يشتمل على فضائل القرآن وبعض خواصه، وتفسير من قرأ سورة منه في النوم، وعدد آية وحروفه وجواهره، فاختصرت منه في هذا التقييد الخواص والتفسير، وأضفت إليه كثيرا مما وصل إليه علمي مما وجدته قد أغفله، مما وقع في كتب الغير، وتلقيته من الفقهاء الأعلام، فما كان من كتاب الوادآشي جعلت عليه علامة (ش)، وما كان مما نقلته من الفقهاء الأعلام حسبما نبهت عليه جعلت عليه علامة (ظ)، إذ قد سأل ذلك مني بعض الإخوان».

## طبعات وتحقيقات الكتاب
كتاب البرهان والدليل في خواص التنزيل من الكتب التي لم تخدم كثيراً من ناحية التحقيق العلمي، إذ حقق في معهد المخطوطات العربية فقط من قبل الدكتور عبد الرحيم الإسماعيلي.

## أهمية الكتاب
1/ من الكتب القليلة التي اهتمت ببيان خواص الآيات والسور القرآنية.
2/ ثناء المؤرخين على علم المؤلف وفضله ومكانته في مجتمعه.
3/ إشارة المؤلف بوضوح إلى المنهج الذي سيسلكه في الكتاب.